# جیمز بروس جاردین
جیمز بروس جاردین (انگلیسی: James Bruce Jardine؛ 1870 – 1۷ مارس ۱۹۵۵) فرد نظامی و سیاست‌مدار اهل آفریقای جنوبی بود.